# Tecnologia no-frost

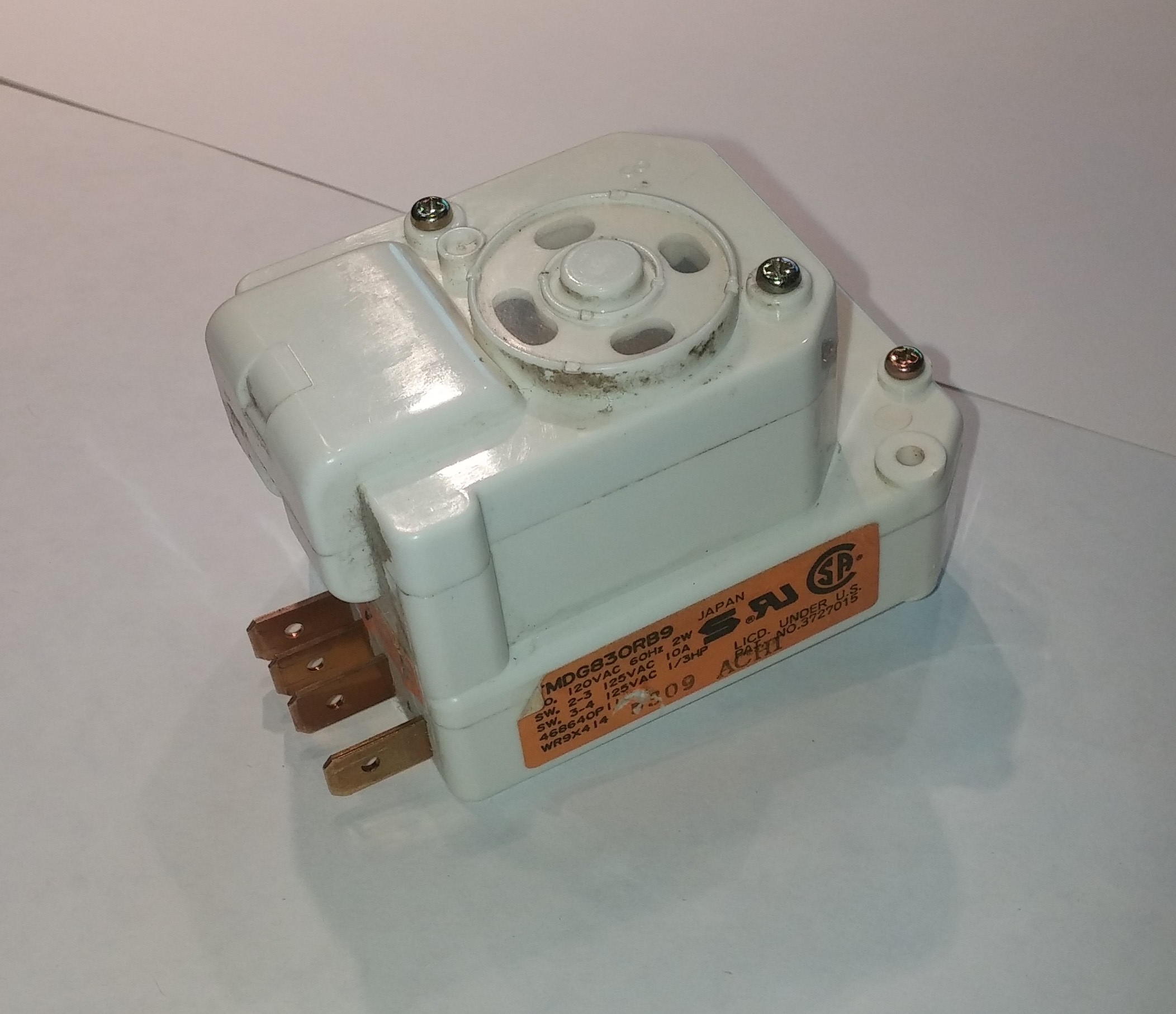
Temporizador de descongelação retirado de um frigorífico doméstico.

Tecnologia no-frost ("sem-gelo", em tradução literal), também conhecida como frost-free ou auto-defrost, é um sistema de refrigeração avançado controlado eletronicamente, e é caracterizado pela sua capacidade de refrigeração sem produção de gelo. É utilizado em frigoríficos, refrigeradores, arcas congeladoras e congeladores verticais e horizontais.
O seu funcionamento é simples. O compressor, que faz parte do sistema de refrigeração, bombeia o líquido refrigerante através do condensador (que se encontra na parte de trás do aparelho) e liberta calor. O líquido refrigerante atravessa o filtro e o tubo capilar e passa de estado líquido a gasoso. O gás refrigerante é então pulverizado através do evaporador (que se encontra dentro do aparelho) e rouba o calor do ambiente interno nesse processo. É finalmente canalizado do evaporador para o compressor e deste para o condensador e o ciclo repete-se. Uma resistência envolta no evaporador ou uma bomba de calor, é accionada diversas vezes, durante curtos períodos de tempo. Ao ser gerado calor junto do evaporador, vai derreter qualquer vestígio de gelo.
É composto por uma placa de circuitos eletrónica, um compressor inverter, uma resistência/bomba de calor e um ou mais ventiladores.

## Funcionamento eletrónico do compressor
Este sistema utiliza uma placa eletrónica de circuitos impressos e um compressor do tipo Inverter, especialmente desenhado para permitir o controle da sua potência, ou seja, a placa eletrónica controla a velocidade do pistão (que comprime o gás refrigerante), existente no interior do compressor, e permite o seu funcionamento em função da necessidade de refrigeração mais elevada ou mais diminuta num determinado período (por exemplo, aumenta a potência depois da abertura da porta e diminuí a sua potência quando a porta não é tantas vezes aberta) enquanto os modelos convencionais funcionam com função ON/OFF, gerida por um termostato mecânico. (sempre ligado na sua potência máxima, ou sempre desligado).
Um dos benefícios desta tecnologia, é a poupança de energia, pois evitam o arranque consecutivo do compressor e evitam que a temperatura dentro do compartimento de refrigeração aumente, pois o seu dispositivo eletrónico regula a potência do compressor de acordo com as necessidades.

## Funcionamento da resistência ou bomba de calor
Para que haja descongelação, o Sistema No-Frost necessita de possuir uma resistência de aquecimento ou uma bomba de calor (que obriga o gás refrigerante a percorrer o circuito inverso e aquecer o que normalmente está congelado). Esta resistência é enrolada em forma de serpentina, envolvendo o tubo de refrigeração, e a bomba de calor faz parte do próprio circuito, e ambos são activados pela placa eletrónica durante um curto período de tempo para derreter o gelo e este retornar a água, que é encaminhada por condutas para dentro de um depósito situado na parte de trás do aparelho, onde é produzido calor pelo funcionamento do compressor e do condensador que provoca a evaporação da água.
É fundamental a presença de dispositivos de segurança nas resistências elétricas e bombas de calor, para não haver perigo de sobre-aquecimento e aumento da temperatura no interior.

## Ventilador e canalização da ventilação
Um ventilador está instalado no evaporador (dentro do aparelho) e uma conduta obriga que o ar sugado pelo mesmo percorra todo o evaporador. Finalmente existem condutas na tampa frontal deste sistema, que trazem o ar refrigerado para a parte útil do aparelho, deixando de existir tubos de refrigeração visíveis e sujeitos a perfuração dentro dos compartimentos destes aparelhos.
Um outro ventilador poderá estar instalado na parte traseira, num condensador oculto, aumentando a eficiência do mesmo.

## Vantagens
Os odores diminuem, devido à constante circulação de ar dentro do compartimento de frio e à presença de filtros, a qualidade de frio aumenta (?), tornando-se um frio mais saudável. A refrigeração é homogénea, pois a circulação de ar permite que a temperatura seja atingida em todas as zonas do aparelho, deixa de ser necessário descongelar periodicamente o aparelho, os alimentos não se agarram no congelador e ficam mais visíveis e saudáveis, pois não são "queimados" pelo gelo.

## Pontos de interesse
A maior desvantagem deste sistema, é a diminuição do espaço útil dos aparelhos. O fato de ter condutas a canalizarem o frio, resistências e um evaporador relativamente grande dentro do compartimento de frio vai consumir algum espaço.
Uma das grandes vantagens é o fato de ter deixado de existir condensador visível, principalmente nos modelos mais modernos, onde o condensador se tornou diminuto e ventilado, perto do compressor, o que faz com que o arrefecimento do mesmo também seja melhorado.